# أخدرية رملية
أخدرية رملية (الاسم العلمي: Oenothera psammophila) هو نوع نباتي يتبع جنس الأخدرية من الفصيلة الأخدرية.